# التآزر الثقافي
التآزر الثقافي هو مصطلح صاغته نانسي أدلر من جامعة مكغيل وهو يصف محاولة الجمع بين ثقافتين أو أكثر معًا لتشكيل منظمة أو بيئة تعتمد على نقاط القوة والمفاهيم والمهارات المشتركة. تُستخدم الاختلافات في شعوب العالم بطريقة تشجع النمو المتبادل عن طريق التعاون.
بمعنى أعم، يمكن ملاحظة التآزر الثقافي في إنشاء أشكال ثقافية جديدة أو مستنسخة تختلف عن الثقافات التي تستمد منها تلك الأشكال وفي كلتا الحالتين يمكن توقع أن يكون التآزر الثقافي أكثر انتشارا مع حدوث العولمة.

## الاندماج الثقافي
عود هذا المفهوم إلى السبعينيات في الولايات المتحدة الأمريكية، في وقت كان يُعتقد أن الإدارة الأمريكية هي نموذج الأعمال الوحيد. هذا ما يُعرف عمومًا بمفهوم الاستعلاء العرقي الذي يعتبره بعض المتخصصين سببًا للجهل العام بين المديرين الأمريكيين تجاه تأثير الثقافة على الإدارة. كانت مسألة وقت فقط (بعد النجاح الاقتصادي الذي حققته دول أجنبية أخرى بعد الحرب) حتى أدركت الإدارة الأمريكية أن الاستعلاء العرقي له عواقب سلبية وبدأت في دمج مناهج مختلفة لإدارتها.
علاوة على ذلك، ساهم تدفق المهاجرين القادمين للعمل في الولايات المتحدة الأمريكية في تغيير الإدارة، حيث بدأ المديرون في النظر إلى التعددية الثقافية وهي وجهة نظر مختلفة تمامًا عما اعتادوا عليه والمعروفة باسم "بوتقة الانصهار". عُرفت بإجبار القوى العاملة المهاجرة على التكيف مع الثقافة الأمريكية.

## تعريف التآزر
تأتي الكلمة من اليونانية القديمة: التآزر يعني العمل معًا ويعرّفها الأكاديميين البريطانيين أندرو كامبل ومايكل جولد بأنها "روابط بين وحدات الأعمال التي تؤدي إلى خلق قيمة إضافية"، كما يواصلون القول إنها "الكأس المقدسة للشركات الكبيرة متعددة الوحدات"؛ إنه شيء يشبه حجر الفلاسفة: يبدو أنه يخلق قيمة إضافية دون استهلاك الموارد.
التآزر يعني التعاون الذي يحدث بين مجموعات متنوعة من الأشخاص الذين لديهم وجهات نظر مختلفة تعمل معًا. الهدف من التآزر هو زيادة الفاعلية من خلال الجمع بين مختلف المعارف والتصورات ووجهات النظر معا. من المعتقدات الشائعة أنه "عند حل المشكلات فإنه غالبًا ما تكون المجموعات أكثر ذكاءً من أذكى الأشخاص داخلها" والتآزر مهم للغاية في الأعمال التجارية لأنه يجمع الموارد اللازمة للعمليات الناجحة ويتوافق مع مجتمعنا الحالي حيث يعتبر التنوع قيمة.

## التغيير التنظيمي
التغيير التنظيمي له معنى واسع جدًا ويمكن أن يكون كبيرًا أو طفيفا، اعتمادًا لعدد أو أفراد من منظمة معينة يؤثر فيها من تغيير مورد المياه إلى التحول الكامل في استراتيجية التسويق ولكل تغيير مهم عواقبه.
من ناحية يمكن فهم التآزر الثقافي على أنه تغيير تنظيمي كبير، لأنه يدمج الثقافات والعادات داخل الشركة ومن المفترض أن ينتهي بتغيير إلى الأفضل، مما يخلق ثقافة شركة أكثر صلابة ويربط الموظفين.
من ناحية أخرى، لم تتم دراسة هذه الظاهرة وبحثها بشكل كافٍ، كما أنه من المعروف أيضًا أنها قد تكون فوضوية للموظفين لأنهم يتعرضون لظروف غير مألوفة.

## المنظمات ذات التآزر العالي مقابل المنظمات ذات التآزر المنخفض
لدى المنظمات عالية التآزر موظفون يتعاونون من أجل المنفعة المتبادلة وعادة ما يعالجون مشاكلهم من خلال اتباع هيكل بسيط للغاية يركز على تحديد المشكلة وتفسيرها ثقافيًا وأخيراً زيادة النشاط الثقافي. على النقيض من ذلك، هنالك منظمات منخفضة التآزر تعمل مع موظفين فرديين بشدة ويصرون على حل أي مشكلة بمفردهم.

## التآزر وكفاءة التواصل بين الثقافات
يجب على الأفراد من المنظمات متعددة الجنسيات الذين يتبعون مفهوم التآزر الثقافي في الاقتصاد العالمي اليوم أن يكونوا على دراية وكفاءة في التواصل بين الثقافات. تشير الأبحاث السابقة إلى أن فعالية الشركات العالمية تتأثر بشكل كبير بالكفاءة بين الثقافات. تخلق القوى العاملة الأكثر تنوعًا ثقافيًا مجموعة كبيرة ومتنوعة من القدرات ووجهات النظر والمواقف وتطور المزيد من المهارات في حل المشكلات وتوليد حلول أكثر إبداعًا. ينتقل مجتمع ما بعد الحداثة الحالي نحو حقبة عالية التآزر حيث يتم اعتماد مفاهيم الفوز والنصر والنقاط الرئيسية لهذا النظام هي المنفعة المتبادلة والاتصال القوي الذي يبنيه الناس مع بعضهم البعض. أصبح الكومنولث محور التركيز الرئيسي للمؤسسات الاجتماعية التي تعزز التنمية الفردية والجماعية. من أجل الاستسلام لحقبة ما بعد الحداثة هذا فإنه يلزم قبول المجتمع عالي التآزر الذي يؤدي إلى الطريق إلى ممارسات تجارية دولية أفضل. "يكتسب التآزر أهمية متزايدة حيث أصبحت المنظمات متعددة الجنسيات والوكالات غير الربحية والأنشطة الحكومية أكثر عالمية في نطاقها وأكثر تعقيدًا في الممارسة وأكثر تطورًا في مجال التكنولوجيا."

## أمثلة على المنظمات والشركات التي تتبع مفهوم التآزر الثقافي
- شيل

- مايكروسوفت

- أوتوليف

- جامعة ملبورن

- البنك الألماني

- حدائق ومنتجعات ديزني

- بي بي «بريتيش بتروليوم»

- كادبوري شويبس

- مجموعة أمبانك

- سارة لي

- تيلسترا

- بيكر هيوز [20]

## مزيد من القراءات
- أيزنهاردت، ك.م. وجالونيك، دي سي، "التطور المشترك: أخيرًا طريقة لإنجاح التآزر"، مجلة هارفارد بيزنس ريفيو، يناير-فبراير 2000.

- م. جولد و أ. كامبل، "البحث اليائس عن التآزر"، مجلة هارفارد بيزنس ريفيو، سبتمبر-أكتوبر 1998.

- هاجل، جيه. الثالث وسينجر، إم. "تفكيك المؤسسة"، هارفارد بيزنس ريفيو، مارس-أبريل 1999